# Ricardo de la Cierva y Codorníu
Ricardo de la Cierva y Codorníu († Paracuellos de Jarama, 7 de novembre de 1936) fou un advocat i polític espanyol, fill de Juan de la Cierva y Peñafiel, germà de l'aviador Juan de la Cierva y Codorníu i pare de l'historiador Ricardo de la Cierva.
Fou diputat pel districte d'Albocàsser pel sector ciervista del Partit Conservador a les eleccions generals espanyoles de 1920 i 1923. Durant la Segona República Espanyola treballà com a advocat per a l'ambaixada de Noruega i es va afiliar a la Falange Española.
En esclatar la Guerra Civil espanyola va ser capturat a Barajas per la delació d'un col·laborador, quan tractava de fugir a França per reunir-se amb la seva dona i els seus sis fills petits. Empresonat a la presó Model de Madrid, va passar els seus dies com a reclús en pèssimes condicions fins quan va ser excarcerat per ser afusellat al costat d'altres centenars de víctimes en les matances de Paracuellos. Tot això malgrat les promeses declarades per diferents mandataris republicans al cònsol de Noruega en les quals s'al·legava fer tot el que fos possible a alliberar a l'advocat, tal com explica Félix Schlayer en el seu cèlebre llibre biogràfic Un Dipolomático en el Madrid rojo.